# بول بريسلر
بول بريسلر هو قاضي ومحامي وسياسي أمريكي، ولد في 4 يونيو 1930 في هيوستن في الولايات المتحدة. نشط حزبياً في الحزب الجمهوري والحزب الديمقراطي. وقد انتخب عضو مجلس نواب تكساس ‏.